# Marie Boiseau
 (mars 2025).
Pour les articles homonymes, voir Boiseau.
Marie Boiseau, née en 1992 à Guérande, est une autrice de bande dessinée française. Connue en particulier pour ses illustrations à la gouache, elle est aussi streameuse et travaille avec Gauvain Manhattan sur la marque Canevas Fatal.

## Biographie
Née à Guérande en 1992, Marie Boiseau a fait ses études à l'école des Beaux-Arts d'Angoulême. Elle est diplômée en 2016 de l'EESI (École européenne supérieure de l’image Angoulême – Poitiers) et se lance en indépendante en 2017.
En 2019, elle participe à l'adaptation de témoignages recueillis par Léa Bordier dans un ouvrage de bande dessinée, Cher Corps, publié aux éditions Delcourt. Cette bande dessinée est illustrée par douze autrices de bande dessinée.
Toujours en 2019, elle publie son premier album solo intitulé Ni bon, ni mauvais, ni tout à fait le contraire chez l'éditeur Lapin Éditions,.
Fin 2019, elle reçoit le Prix Coup de Pouce des Internettes.
Marie Boiseau est l'illustratrice de l'agenda 2022 du magazine Causette, et a réalisé une illustration et des stickers virtuels pour le musée du Luxembourg, pour une exposition rendant hommage aux femmes peintres.
Elle travaille avec son conjoint Gauvain Manhattan sur la marque Canevas Fatal, qui propose des canevas à broder, dont les motifs sont créés par des illustrateurs.

## Engagement politique
Marie Boiseau utilise ses illustrations pour représenter les corps hors des normes, en particulier des femmes grosses, poilues, âgées,... Elle milite pour une plus juste représentation des corps dans les médias, et contre la grossophobie, et n'hésite pas à refuser des projets qui seraient contraire à ces valeurs.
En 2020, elle met en vente une de ses illustrations et reversent les bénéfices au comité Vérité pour Adama et à l'Observatoire national des violences policières.

## Publications
- Ni bon ni mauvais ni tout à fait le contraire, Éditions Lapin, 2019  (ISBN 978-2-37754-078-5).
- Un chapitre dans l'ouvrage collectif Cher corps (dessin), avec Léa Bordier (scénario), Delcourt, 2019  (ISBN 978-2-413-01359-4)[5].
- La Girafe pas de cou (dessin), avec Carole Tremblay (scénario), Les 400 coups, 2020  (ISBN 978-2-89540872-7).
- La Grande Aventure de Pistil, Éditions Lapin, 2021  (ISBN 978-2-37754-087-7).